# أحمد بن إدريس الإيلولي
أحمد بن إدريس الإيلولي أو أبو العباس أحمد بن إدريس البجائي الإيلولي الزواوي هو رجل دين سني مالكي أشعري قادري من جرجرة في الجزائر بشمال أفريقيا.

## نشأته
وُلِدَ أحمد بن إدريس البجائي في نهاية القرن السابع الهجري نحو عام 685هـ الموافق لسنة 1286م.
وقد وُلِدَ في قرية من عرش أمازيغي قرب مدينة بجاية على أطراف حوض وادي الصومام.

## ترجمته
يُعتبر الفقيه الصوفي «سيدي أحمد بن إدريس الإيلولي» أو «سيدي بلعباس الإيلولي» من مشاهير علماء وأعمدة الحياة الثقافية والفكرية في بجاية خلال القرن الثامن الهجري، الموافق للقرن الرابع عشر الميلادي.

## التكوين
درس في مسقط رأسه بضواحي بجاية ثم انتقل إلى حواضر العلم فتتلمذ على يد علماء أفذاذ ليأخذ العلم عن شيوخ كبار في الأزهر الشريف.
ثم نبغ في مختلف العلوم الشرعية والدنيوية وأصبح أحد فرسان المنقول والمعقول، وعاد من رحلته العلمية إلى مدينة بجاية التي استقر فيها للتدريس والإفتاء والقضاء.

## تلاميذه
كان «سيدي بلعباس البجائي» مدرسة قائمة بذاتها حيث تخرج على يده علماء سطعوا كالنجوم فس سماء العلوم المختلفة على غرار «عبد الرحمن الوغليسي» عَالِمَيْ بجاية، و«سيدي الهواري» عالم وهران، إلى جانب الأخوين «يحي بن خلدون» وعبد الرحمن بن خلدون صاحب العبر وديوان المبتدأ والخبر ومؤسس علم الاجتماع.
وكان ابن خلدون ملازما لشيخه «سيدي بلعباس الإيلولي» سواء في بجاية وحتى في الأزهر الشريف يسأله فيما دق وما جل.

## تأثيره العلمي
نقل العلمَ عن «أحمد بن إدريس» أثناء حياته وبعد وفاته العديد من العلماء، من بينهم: ابن عرفة وعمر القلشاني وابن زاغو التلمساني ومحمد المشدالي وغيرهم.

## تنقلاته في زواوة
اضطرت الظروف «أحمد بن إدريس» إلى الانتقال نحو ريف زواوة عبر محطات توقف فيها منها، «أباينو» بآث إيملول، ثم «آث وغليس» ثم «إيمغذاسن».

## زاويته
حط «أحمد بن إدريس» الرحال نهائيا بقرية «آث علي أومحند» خلال عام 720هـ (1320م)، في منطقة إيلولة أمالو غرب مدينة بجاية، في ولاية تيزي وزو الحالية، تحت مشارف ربوة شلاطة.
فأسس في قرية «آث علي أومحند» زاويته المشهورة باسمه «زاوية أحمد بن إدريس» التي أضحت مدرسة تشع بالعلم والمعرفة والصلاح في منطقة القبائل.
وقد شهد تاريخ زواوة لهذه الزاوية بدورها الكبير في نشر ثقافة القرآن الكريم، وتعليم اللغة العربية، ثم الوقوف أمام حملات التنصير، مع الإصلاح بين النّاس وتخريج العلماء وزرع الأخلاق الإسلامية، وبقيت تحافظ على قيم الدين الإسلامي لحد اليوم.
فزاوية الشيخ العلاّمة «سيدي أحمد بن ادريس البجائي»، الواقعة في قرية «آيت علي أومحند» بأعالي بلدية إيلولة أمالو، تبعد عن مقر عاصمة ولاية تيزي وزو بنحو 70 كلم شرقا.
و قد أسّسها الشيخ العلاّمة سيدي أحمد بن إدريس، في منتصف القرن الثامن الهجري، بعد أن اضطرّته الظروف إلى الانتقال من مدينة بجاية إلى الريف الإيلولي.
وقد لعبت هذه الزاوية دورا رياديا في مختلف المجالات عبر العصور، إذ تمكنت من تحقيق التوازن الثقافي والعلمي بين الريف والمدينة، لا سيما في فترات انعدمت فيها المدرسة في الريف.
فكانت هذه الزاوية بمثابة المسجد والجامع والجامعة، كما كان لها دور اجتماعي أثّر إيجابيا على المجتمع المحلي القبائلي.
ففي عام 1830م لبّت الزاوية نداء الجهاد لصد هجوم الاحتلال الفرنسي للجزائر، حيث اجتمع فيها جموع المجاهدين القادمين من مختلف الأعراش الأمازيغية وساروا في اتجاه مدينة الجزائر بقيادة المواطن «علي أقزوز»، ثم حضر شيوخها مبايعة محمد بن زعموم في 23 جويلية 1830م داخل برج تامنتفوست.
ولقد احتضنت الزاوية القائد الشريف بوبغلة عام 1851م قبل أن يُلقي هذا الأخير خطابه بسوق «آث إيجر» المجاورة لها، كما كان لها ضلع في مقاومة الشيخ المقراني والشيخ الحداد عام 1871م.
كما ارتبط اسم «زاوية سيدي أحمد بن إدريس» بالمقاومة الثقافية والحركة الوطنية الجزائرية، قبل أن تساهم بشكل فعّال في الثورة التحريرية الجزائرية المباركة، وكانت مركزا لانتقاء المجاهدين الذين كانوا يبعثون إلى تونس من قبل قادة الثورة، حيث أدرك الاحتلال الفرنسي للجزائر خطورة نشاط هذه الزاوية فعمل على غلقها مرارا وتحويلها إلى مركز لحشد سكان قرية «آث علي أومحند» والقرى المجاورة لها ولقي شيوخها التشرد.
استعادت الزوية نشاطها بعد استقلال الجزائر في مختلف المجالات، وبدأت عملية إعادة بناء مرافق الزاوية منذ عام 1980م إلى يومنا هذا.

## تصوفه
يُعتبر «سيدي الإيلولي» أحد روّاد التصوف الجنيدي في الجزائر والمغرب الإسلامي، كما تميز بأخلاق سامية جعلته يحظى بمكانة اجتماعية متميزة تجاوزت حدود منطقة جرجرة.

## مؤلفاته
قام «أحمد بن إدريس» بتأليف مصنفات عديدة منها:
- شرح على «مختصر منتهى السؤل والأمل في علمَيْ الأصول والجدل» لابن الحاجب في أصول الفقه.
- كتب في التصوف الجنيدي.
- فتاوى في المواريث والبيوع وفق الفقه المالكي.
- وغيرها من المؤلفات التي اندثرت بفعل عوامل الزمن والإنسان.

## وفاته
كانت وفاة سيدي بلعباس الإيلولي في سنة 1359م الموافق لعام 760هـ.
وقد تم دفنه في منطقة بجاية شرق جرجرة وجبال الخشنة والأطلس البليدي.

## قال العلماء عنه
- قال أحمد بابا التمبكتي:[6]

- قال ابن فرحون:[7]

- قال محمد مخلوف:[8]

- قال أحمد بابا التمبكتي:[10]

- قال ابن القاضي المكناسي:[11]

- قال أبو القاسم الحفناوي:[12]

## مواضيع ذات صلة
- أمازيغ
- زواوة
- منطقة القبائل
- جبال جرجرة
- عبد الرحمن الوغليسي